# Kemal Yalçin
Kemal Yalçin (Honaz, 1952) es un escritor turco.

## Vida
Se diplomó en filosofía en la Universidad de Estambul, ciudad donde desempeñó actividades como periodista y docente. Realizó estudios en la Universidad de Bremen, y fue profesor universitario en Essen, Alemania. Desde 1982 vive en ese país, lejos de su tierra natal y censurado en Turquía por su postura de permanente apoyo y defensa del pueblo armenio y difusor del gran genocidio de principios del siglo XX.

## Obras
Es autor de numerosas obras literarias y poéticas, entre las que se destacan: Rosas del exilio (1993), La primavera tardía (1994), La dote en custodia (1998), La pasión por la ciencia (1999) y El calor de la reconciliación (2000), pero es su obra Regocijas mi corazón (2000) la que le ha dado fama internacional, actualmente traducida al armenio, italiano, inglés, francés y español. En ella describe su viaje entre los armenios ocultos en Turquía, los pormenores de sus entrevistas con ellos, y los relatos de testigos oculares sobre la gran matanza perpetrada por el estado turco, proponiendo un camino hacia la reconciliación a través del perdón y del reconocimiento de la dolorosa verdad histórica.

## Premios
Ha obtenido el premio Turquía-Grecia, el del Ministerio de Cultura turco y muchos otros.